# Phytosciara pseudoornata
Phytosciara pseudoornata är en tvåvingeart som beskrevs av Werner Mohrig 1999. Phytosciara pseudoornata ingår i släktet Phytosciara och familjen sorgmyggor. Inga underarter finns listade i Catalogue of Life.